# Złota msza
Złota msza (fr. La messe dorée, wł. Nella profonda luce dei sensi) – francusko-włoski dramat erotyczny z 1975 roku w reżyserii i według scenariusza Beniego Montresora. 

## Obsada
- Lucia Bosé jako Hélène
- Maurice Ronet jako David
- Eva Axén jako Marie-Odile
- Raphaël Mattei jako Raphaël
- Stefania Casini jako Loulou
- François Dunoyer jako Piero
- Bénédicte Bucher jako Élisabeth
- Brigitte Roüan jako Rose
- Katia Tchenko jako Katia